# Gassvetsning

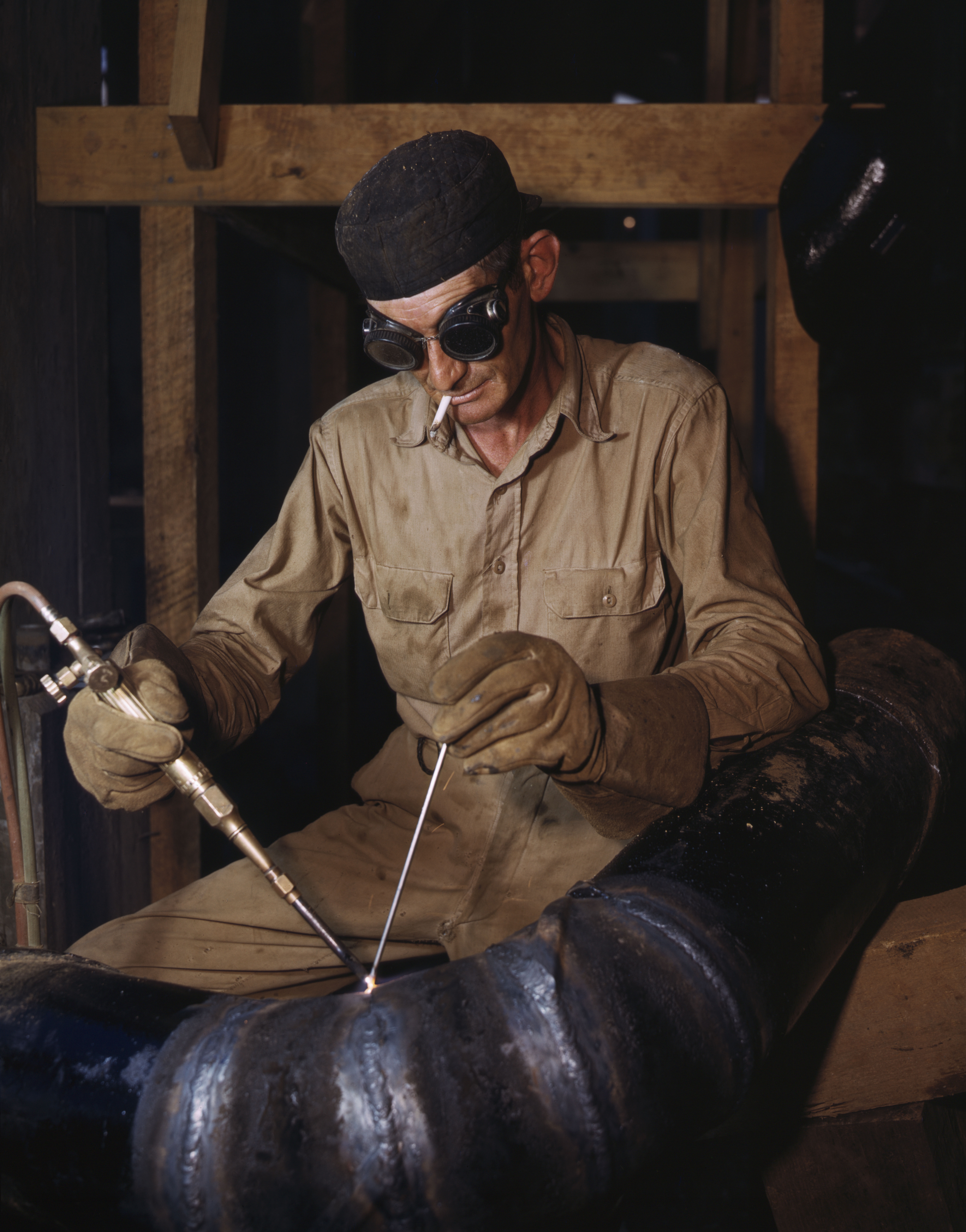
Gassvetsning av ett rör.

Gassvetsning är en svetsmetod där man använder två sorters gaser, acetylen och syrgas. Den lanserades 1903 av de franska ingenjörerna Edmond Fouché och Charles Picard.
Från gasflaskorna transporteras gasen i slangar; syre i blå slang och acetylen i röd slang. Slangarna går till ett handtag, där gaserna blandas med hjälp av två ventiler för att ledas ut till munstycket. Man ställer in hur mycket av respektive gas som strömmar ut och vilken blandning det blir. En vanlig låga består av 50 % acetylen och 50 % syre.
Där gasen strömmar ut igenom munstycket tänder man på gasen så att den brinner. Man tillför mycket värme så att materialet och tillsatsmaterialet (en metallpinne) smälter samman. Så gör man när man svetsar igen spalten (mellanrummet mellan materialen man ska svetsa ihop). 
Gassvetsning utförs med två olika metoder. Den ena metoden kallas frånsvetsning och den andra motsvetsning. Frånsvetsning används mestadels vid godstjocklekar upp till 2,5-3 millimeter. Metoden benämns frånsvetsning, därför att gaslågan riktas från den färdiga svetsen. Motsvetsning lämpar sig bättre för lite grövre godstjocklekar, från 3-6 millimeter. Gaslågan riktas hela tiden mot den färdiga svetsen, därav namnet motsvetsning.
En gassvets kan även användas som värmekälla vid hårdlödning. Utrustad med ett speciellt skärmunstycke används även en gassvets till gasskärning.